# Nicrophorus vestigator
Nicrophorus vestigator là một loài bọ cánh cứng trong chi Nicrophorus. 

## Hình ảnh

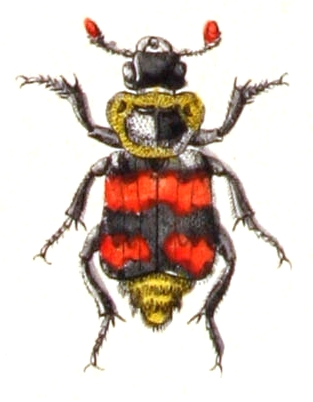